# Gresini Racing
Gresini Racing est une équipe de vitesse moto créée en 1997 par le double champion du monde catégorie 125 cm3 Fausto Gresini.
Depuis sa création, Gresini Racing a deux titres de champion du monde à son actif : en 2001 en 250 cm3 avec Daijiro Kato et en 2010 en Moto2 avec Toni Elías.
En 2016, l'équipe court dans le championnat moto sous trois noms différents, pour les trois catégories : Aprilia Racing Team Gresini pour la MotoGP, Federal Oil Gresini Moto2 en Moto2 et Gresini Racing Moto3 en Moto3.

## Histoire
La première course est disputée en 1997 avec Alex Barros qui pilote une Honda NSR500V, l'équipe porte alors le nom de Honda Gresini. Le premier podium est obtenu avec une 3e place lors du Grand Prix moto de Grande-Bretagne 1997. Dix-neuf ans plus tard, en 2016, l'équipe affiche toutes catégories confondues, 535 participations en grand prix, 132 podiums, 43 victoires et 2 champions du monde.
L'histoire de l'équipe est marquée par le décès de deux de ses pilotes, Daijiro Kato en 2003 lors du Grand Prix moto du Japon et celui de Marco Simoncelli en 2011 lors du Grand Prix moto de Misano.
En 2015, l'écurie accueille Aprilia qui
fait son retour en MotoGP avec 2 RS-GP.
L'écurie obtient un nouveau succès le 6 mars 2022 grâce à Enea Bastianini au Grand Prix du Qatar, premier grand prix de la saison 2022.

## Galerie

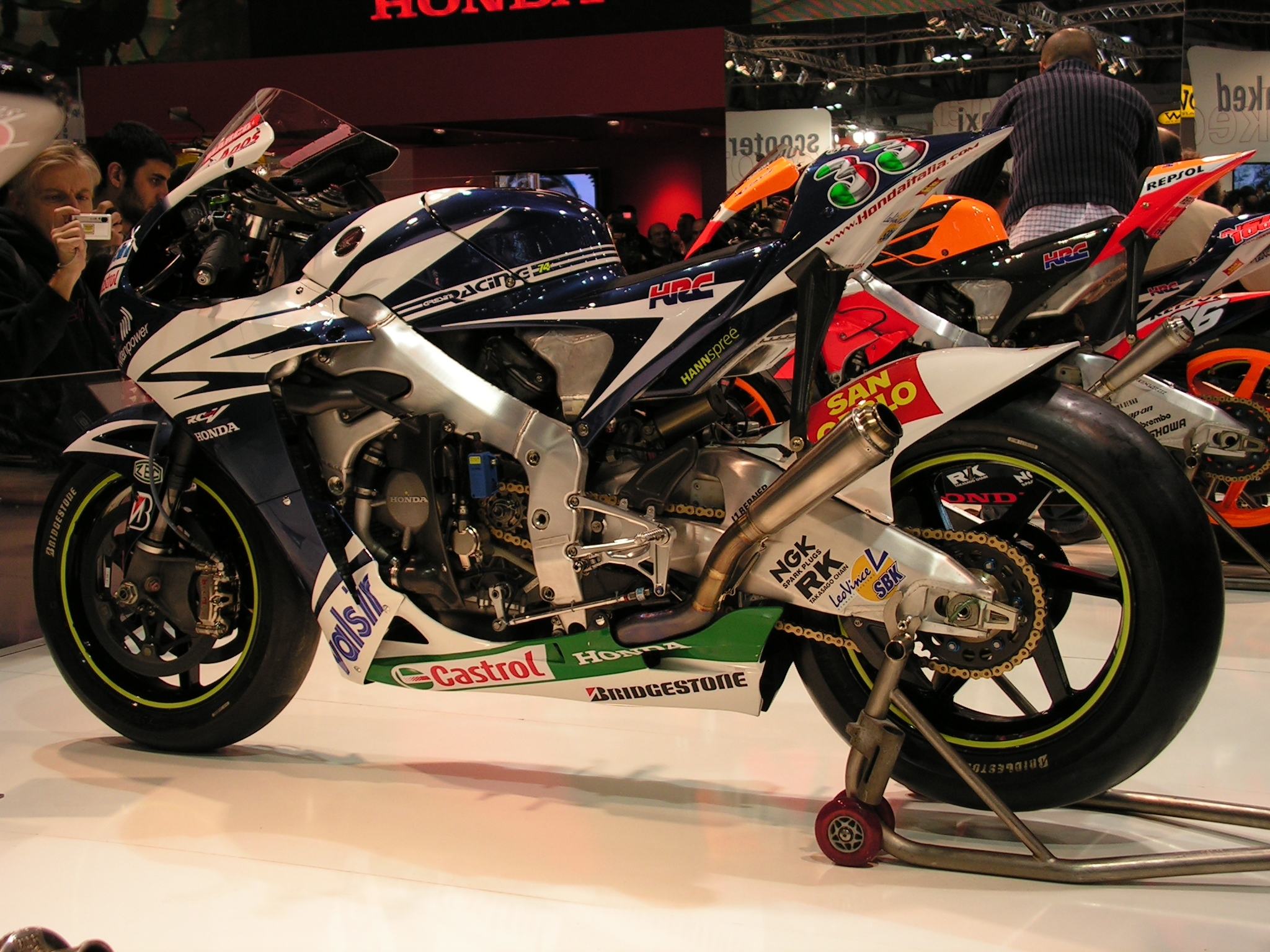
Moto Honda RC212V de Marco Melandri en 2007.
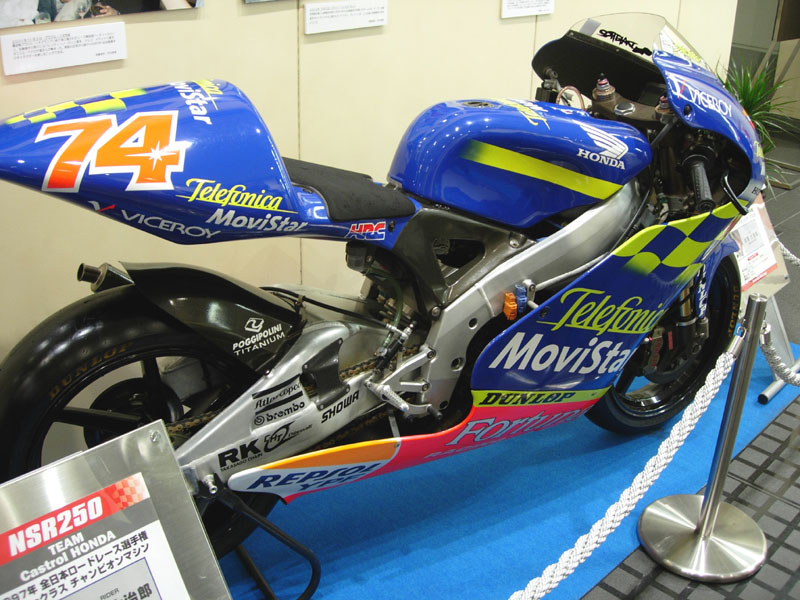
Moto Honda NSR250 de Daijiro Kato en 2001.
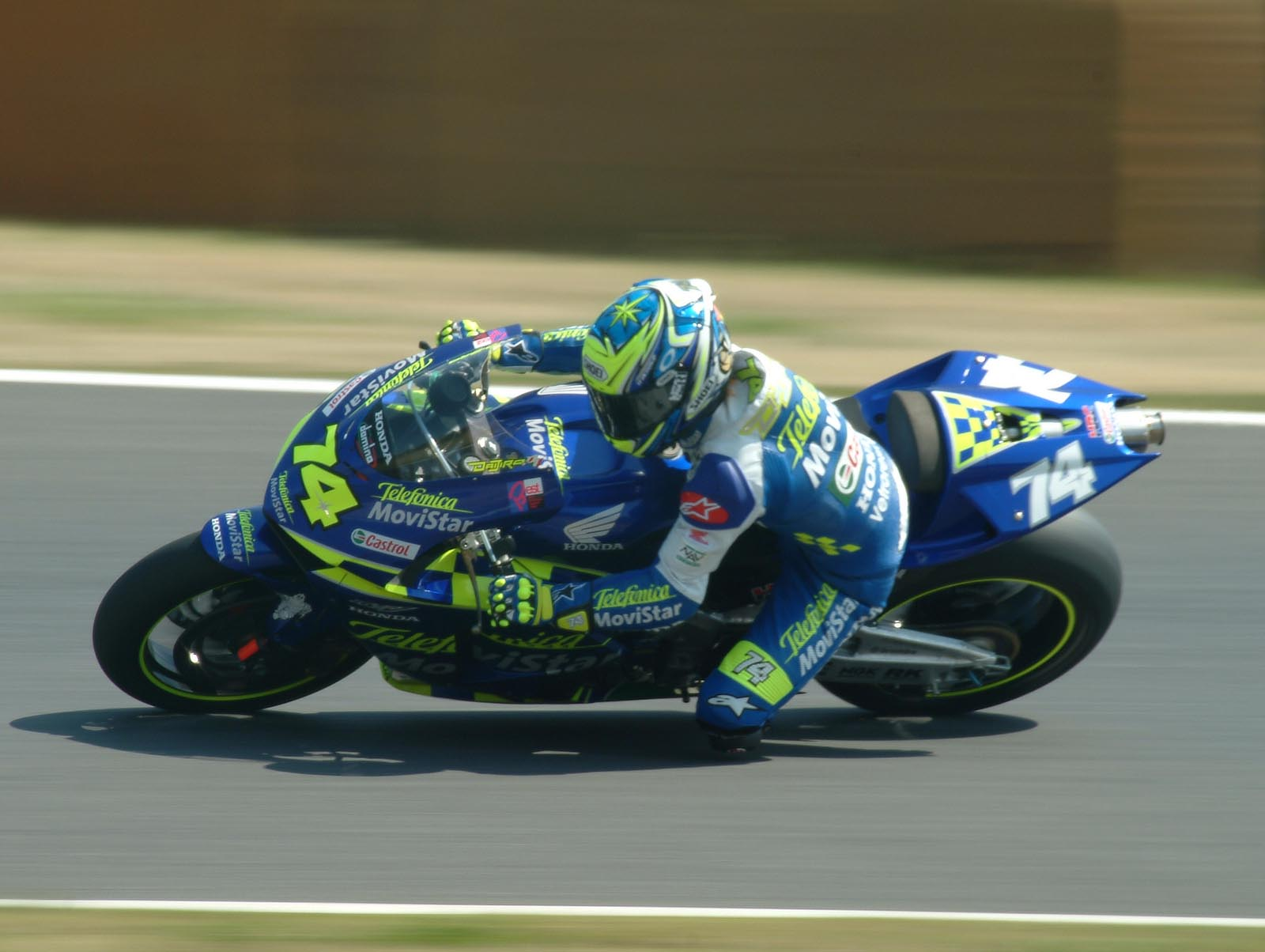
Daijiro Kato sur sa Honda RC211V lors du Grand Prix moto du Japon 2003.
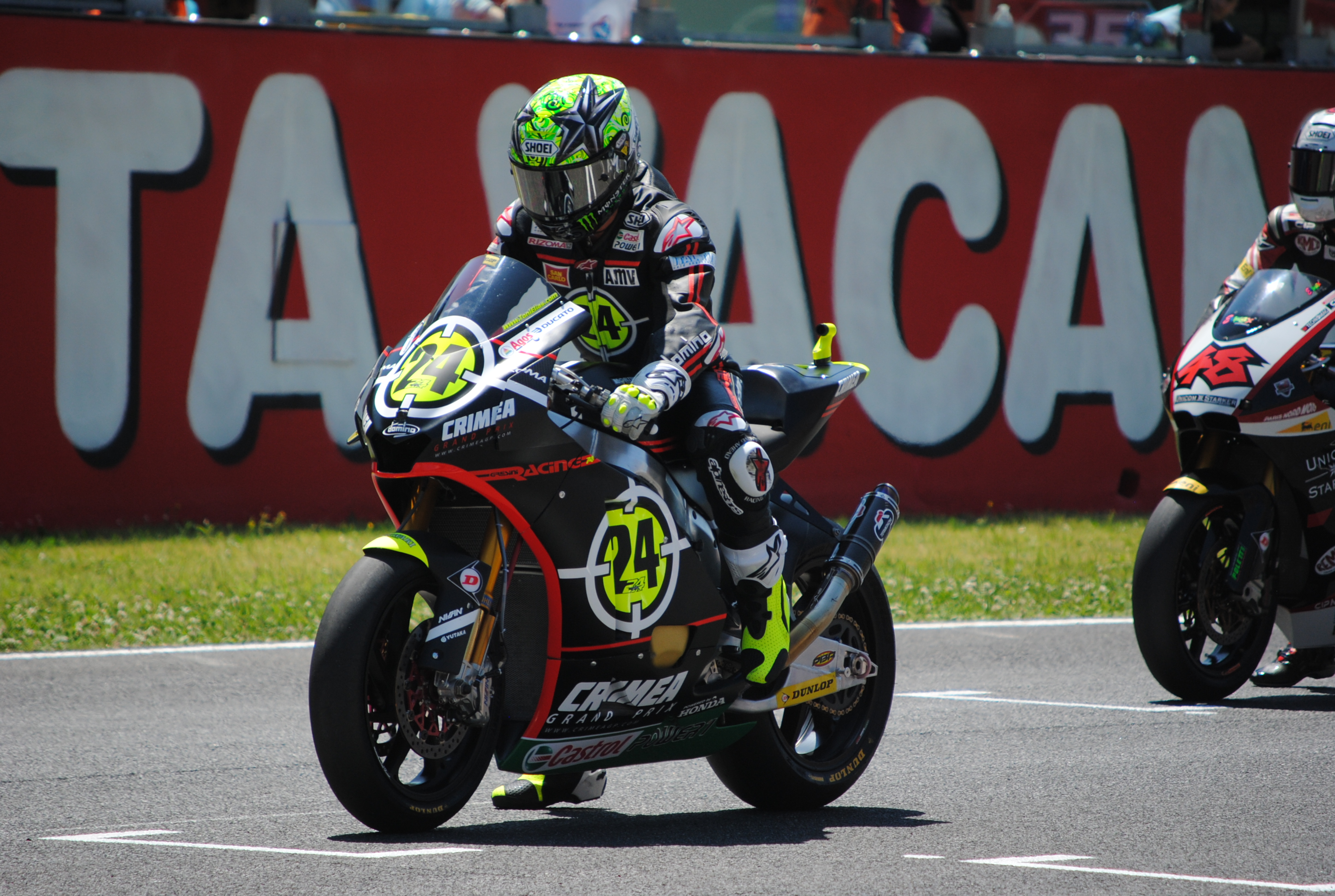
Toni Elías sur sa Moriwaki MD600 lors du Grand Prix moto d'Italie 2010.
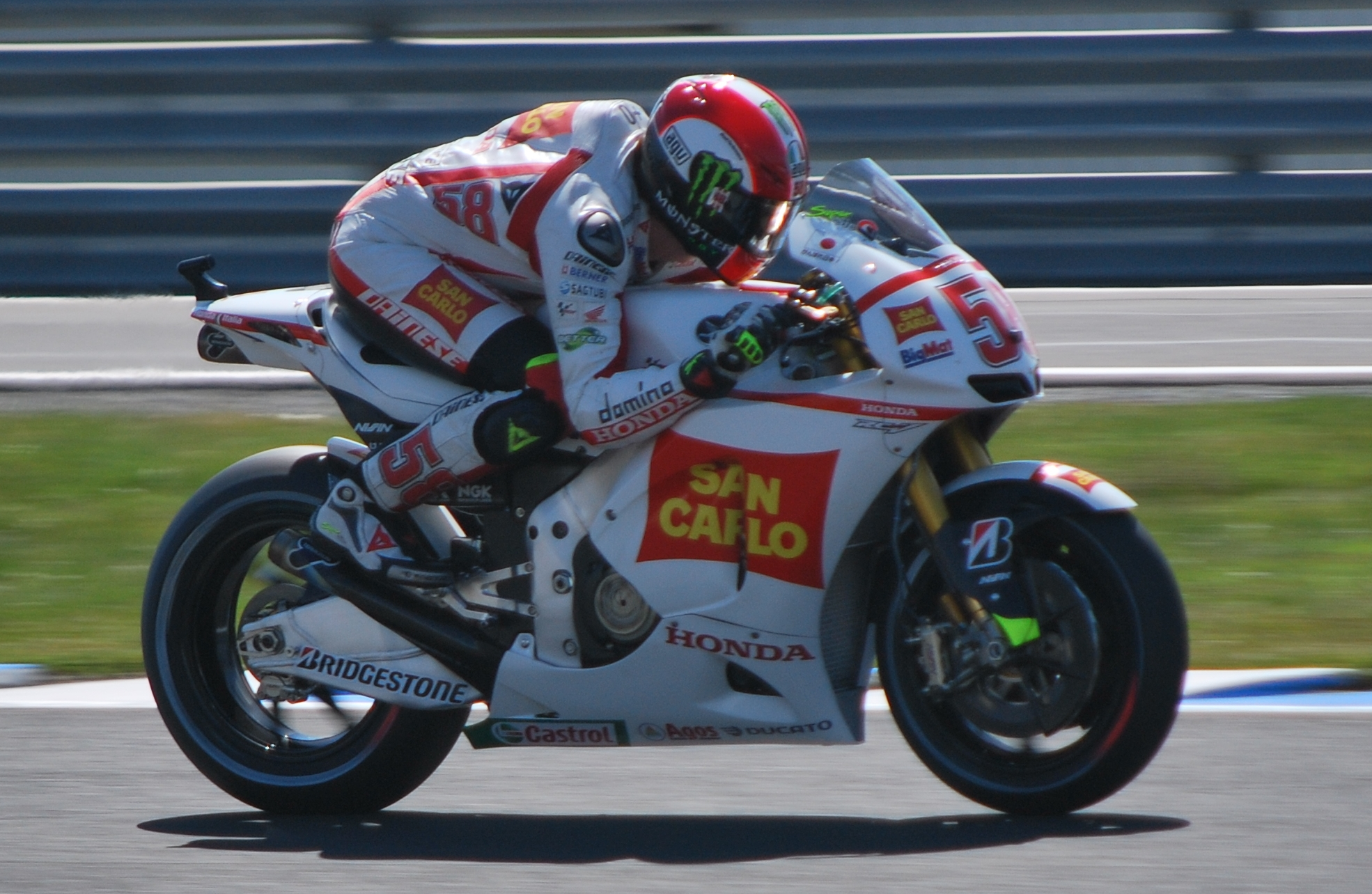
Marco Simoncelli sur sa Honda RC212V lors du Grand Prix moto d'Australie 2011.
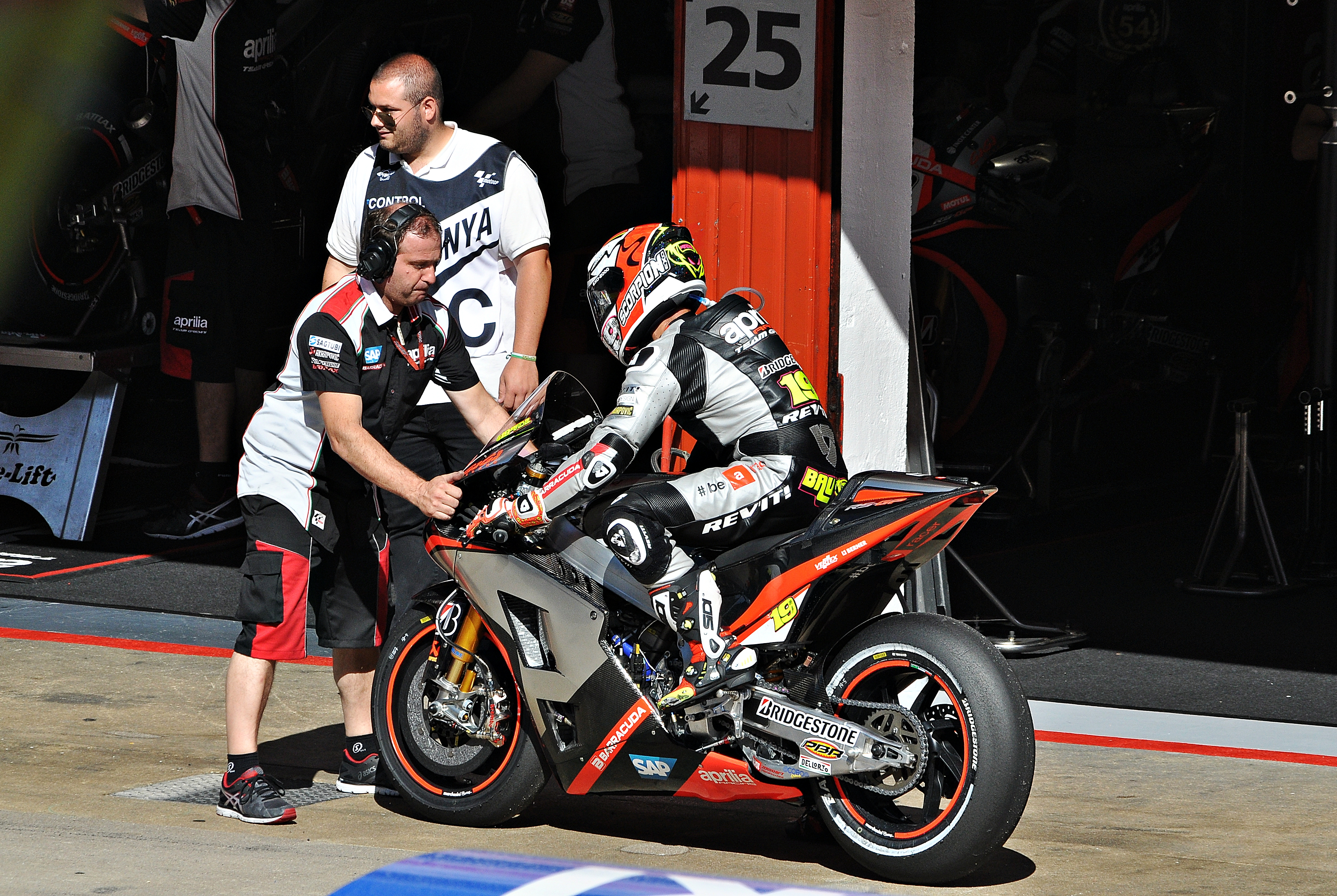
Álvaro Bautista sur son Aprilia RS-GP lors du Grand Prix moto de Catalogne 2015.